# Bjørn Viljugrein
Bjørn Viljugrein (Oslo, 24 novembre 1969) è un ex calciatore e giocatore di calcio a 5 norvegese, di ruolo centrocampista ed universale.

## Carriera

### Calcio

#### Club
Viljugrein ha iniziato la carriera con la maglia dello Strømmen, dove ha giocato fino al 1991. Nel 1992, infatti, è passato al Vålerenga. Nel 1993 si è trasferito al Lørenskog e nel 1995 allo Stabæk.
Nel 1997 è tornato al Vålerenga ed ha contribuito alla promozione della squadra nell'Eliteserien e alla vittoria del Norgesmesterskapet 1997. Ha partecipato così alla Coppa delle Coppe 1998-1999 ed è rimasto al club fino al 2001.
Nel 2002 ha firmato per lo L/F Hønefoss, per cui ha esordito nella 1. divisjon il 14 aprile, nella vittoria per 3-1 sull'Åsane. Il 30 giugno è arrivata la prima rete, nel 2-1 inflitto all'HamKam.

#### Nazionale
Viljugrein ha giocato una partita per la Norvegia. L'incontro è stato datato 8 ottobre 1997, quando è stato schierato titolare nel pareggio a reti inviolate contro la Colombia.

### Calcio a 5
Dopo essersi cimentato nel calcio a 11, Viljugrein è passato a quello a 5. Ha giocato nel Grorud, per passare poi nel 2009 al Solør.

## Statistiche

### Cronologia presenze e reti in Nazionale
| Cronologia completa delle presenze e delle reti in nazionale ― Norvegia | Cronologia completa delle presenze e delle reti in nazionale ― Norvegia | Cronologia completa delle presenze e delle reti in nazionale ― Norvegia | Cronologia completa delle presenze e delle reti in nazionale ― Norvegia | Cronologia completa delle presenze e delle reti in nazionale ― Norvegia | Cronologia completa delle presenze e delle reti in nazionale ― Norvegia | Cronologia completa delle presenze e delle reti in nazionale ― Norvegia | Cronologia completa delle presenze e delle reti in nazionale ― Norvegia |
| Data                                                                    | Città                                                                   | In casa                                                                 | Risultato                                                               | Ospiti                                                                  | Competizione                                                            | Reti                                                                    | Note                                                                    |
| ----------------------------------------------------------------------- | ----------------------------------------------------------------------- | ----------------------------------------------------------------------- | ----------------------------------------------------------------------- | ----------------------------------------------------------------------- | ----------------------------------------------------------------------- | ----------------------------------------------------------------------- | ----------------------------------------------------------------------- |
| 8-10-1997                                                               | Oslo                                                                    | Norvegia                                                                | 0 – 0                                                                   | Colombia                                                                | Amichevole                                                              | -                                                                       | 60’                                                                     |
| Totale                                                                  |                                                                         | Presenze                                                                | 1                                                                       |                                                                         | Reti                                                                    | 0                                                                       |                                                                         |